# فهرست شهرداران جهرم
فهرست شهرداران جهرم اشاره دارد به نام افرادی که از ابتدای شکل‌گیری شهرداری جهرم، در رأس این نهاد، فعالیت کرده‌اند. شهرداری جهرم در سال ۱۳۰۴ به عنوان دومین شهرداری استان فارس راه‌اندازی شد. شهردار کنونی جهرم داوود اوسط جهرمی است.لازم به ذکر است اگر شهرداری دست دوتا بچه بود وضعیت شهر خیلی بهتر بود،  تو هم گه پاک میکنی خودشیرینی نکن

## دوره پهلوی
| ردیف | نام            | دوران تصدی | دوران تصدی |
| ردیف | نام            | آغاز تصدی  | پایان تصدی |
| ---- | -------------- | ---------- | ---------- |
| ۱    | محمود مسعود    |            |            |
| ۲    | خسروی‌نژاد      |            |            |
| ۳    | جوادی          |            |            |
| ۴    | عین‌الهی        |            |            |
| ۵    | جوکار          |            |            |
| ۶    | محمدحسن رازقی  | ۱۳۴۷       | ۱۳۵۵       |
| ۷    | غلامرضا رستگار | ۱۳۵۵       | ۱۳۵۶       |
| ۸    | علی بنائی      | ۱۳۵۶       | ۱۳۵۷       |

## دوره جمهوری اسلامی
| ۱                                  | ایرج کشتکار جهرمی   | ۱۳۵۷ | ۱۳۵۸   |
| ۲                                  | محمدحسین پرنیان     | ۱۳۵۸ | ۱۳۵۸   |
| ۳                                  | عبدالرسول دانش‌پرور  | ۱۳۵۹ | ۱۳۵۹   |
| ۴                                  | عباس‌علی جهان‌مهین    | ۱۳۵۹ | ۱۳۶۰   |
| ۵                                  | عزت‌الله سنایی       | ۱۳۶۰ | ۱۳۶۲   |
| ۶                                  | شعبان‌علی راشد       | ۱۳۶۲ | ۱۳۶۶   |
| ۷                                  | سید عبدالوهاب هاشمی | ۱۳۶۶ | ۱۳۶۷   |
| ۸                                  | سید محمدعلی حسینی   | ۱۳۶۸ | ۱۳۶۹   |
| ۹                                  | مهرداد تدین         | ۱۳۶۹ | ۱۳۷۰   |
| ۱۰                                 | عبدالعزیز پرنیان    | ۱۳۷۰ | ۱۳۷۱   |
| ۱۱                                 | اسماعیل اوسط        | ۱۳۷۱ | ۱۳۷۸   |
| شهرداران انتخاب شده توسط شورای شهر |                     |      |        |
| ۱۲                                 | احمدرضا کشتکاران    | ۱۳۷۸ | ۱۳۸۱   |
| ۱۳                                 | محمدرضا رضایی کوچی  | ۱۳۸۱ | ۱۳۸۵   |
| ۱۴                                 | محمدرضا استواری     | ۱۳۸۶ | ۱۳۸۹   |
| سرپرست                             | غلامحسین بهمنی      | ۱۳۸۹ | ۱۳۸۹   |
| ۱۵                                 | علیرضا صحرائیان     | ۱۳۸۹ | ۱۳۹۱   |
| سرپرست                             | غلامحسین بهمنی      | ۱۳۹۱ | ۱۳۹۱   |
| ۱۶                                 | سیاوش قزلی          | ۱۳۹۲ | ۱۳۹۶   |
| سرپرست                             | غلامحسین بهمنی      | ۱۳۹۶ | ۱۳۹۶   |
| ۱۷                                 | حسین قائدی          | ۱۳۹۶ | ۱۳۹۶   |
| ۱۸                                 | عباس منزه           | ۱۳۹۶ | ۱۳۹۷   |
| سرپرست                             | مسعود مؤمنی         | ۱۳۹۷ | ۱۳۹۷   |
| ۱۹                                 | عبدالحسین کرم‌پور    | ۱۳۹۷ | ۱۳۹۷   |
| ۲۰                                 | علیرضا نظری جهرمی   | ۱۳۹۷ | ۱۴۰۰   |
| سرپرست                             | مجتبی شیروان        | ۱۴۰۰ | ۱۴۰۰   |
| ۲۱                                 | عبدالرحیم اسدی      | ۱۴۰۰ | ۱۴۰۱   |
| سرپرست                             | غلامحسین بهمنی      | ۱۴۰۱ | ۱۴۰۲   |
| ۲۲                                 | محمد اسدالهی        | ۱۴۰۲ | ۱۴۰۲   |
| سرپرست                             | مجتبی شیروان        | ۱۴۰۲ | ۱۴۰۲   |
| ۲۳                                 | داوود اوسط جهرمی    | ۱۴۰۲ | تاکنون |